# Strychnos innocua
Strychnos innocua là một loài thực vật có hoa trong họ Mã tiền. Loài này được Delile miêu tả khoa học đầu tiên năm 1826.